# Salo järnvägsstation

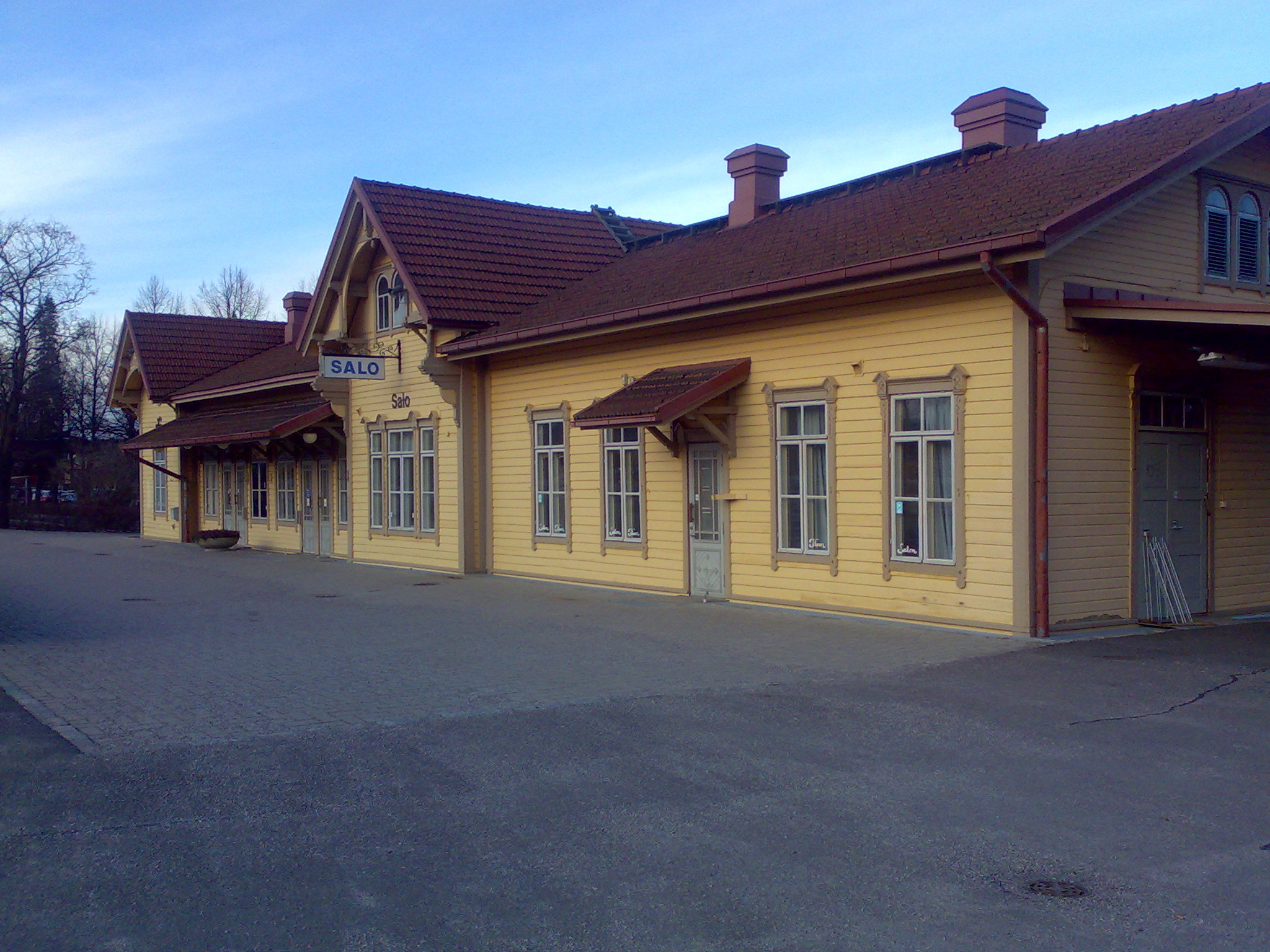
Salo järnvägsstation

Salo järnvägsstation (Slo) är en järnvägsstation på Kustbanan Åbo-Helsingfors i den finländska staden Salo i landskapet Egentliga Finland. Passagerartågen mellan Helsingfors och Åbo stannar vid stationen och den har också godstrafik. Stationsbyggnaden stod färdig år 1898 och byggdes efter ritningar av den finländska arkitekten Bruno Granholm.  
Avståndet från Åbo är 56 kilometer och från Helsingfors 144 kilometer.